# Donald Arthur Glaser
Donald Arthur Glaser (Cleveland, 21 de setembro de 1926 – Berkeley, Califórnia, 28 de fevereiro de 2013) foi um físico estadunidense.
Nascido em Cleveland, Ohio, Glaser completou a sua licenciatura em física e matemática na Case Western Reserve University, em 1946. Completou seu doutorado em física pelo Instituto de Tecnologia da Califórnia, em 1949. Glaser aceitou uma posição como instrutor na Universidade de Michigan, e foi promovido a professor em 1957. Aderiu ao corpo docente da Universidade da Califórnia em Berkeley, em 1959, como professor de física.
Recebeu o Nobel de Física de 1960, pela invenção da câmara de bolhas.

## Leitura selecionada
- Donald A. Glaser. Some Effects of Ionizing Radiation on the Formation of Bubbles in Liquids (em inglês). [S.l.]: Phys. Rev. p. 665–665. Consultado em 19 de agosto de 2012